# Ilamnemacheilus longipinnis
Ilamnemacheilus longipinnis  (лат.) — вид лучепёрых рыб семейства Nemacheilidae или (по другой классификации) балиториевых, единственный в составе рода Ilamnemacheilus. Впервые описан Брайаном У. Кодом и Т. Т. Налбантом в 2005 году.

## Распространение
Эндемик Ирана. Известен по единственному голотипу, выловленному в реке Меймех на границе с Ираком.

## Описание
Вид в целом изучен слабо. Тело своеобразной формы, высокое, сжатое с боков, достигающее в длину 3,6 см. Голова крупная, с маленькими глазами и ртом. Спинной плавник длинный, хвостовой плавник заметно раздвоен. Позвонков 28—29. Цвет тела бледно-коричневый, с 3—4 бледными пятнами у окончания тела.